# Bahnstrecke Seurre–Chalon-sur-Saône
| Die Saônebrücke zwischen Gergy und Verjux, 2014 |                      |                                                                         |                                                                         |
| Streckennummer (SNCF): | 867 000              |                                                                         |                                                                         |
| Kursbuchstrecke (SNCF): | 59, 83 (SNCF)        |                                                                         |                                                                         |
| Streckenlänge: | 37,3 km              |                                                                         |                                                                         |
| Spurweite: | 1435 mm (Normalspur) |                                                                         |                                                                         |
| Maximale Neigung: | 10 ‰                 |                                                                         |                                                                         |
| Zweigleisigkeit: | ursprünglich ja      |                                                                         |                                                                         |
| |                      |                                                                         |                                                                         |
| \| \| \| Bahnstrecke Dijon-Ville–Saint-Amour von Dijon-Ville \| \| \| \| 359,7 \| Seurre \| 182 m \| \| \| ~360,7 \| D 973 (ehem. N 73) \| D 973 (ehem. N 73) \| \| \| \| \| \| \| \| 362,171,7 \| Bahnstrecke Dijon-Ville–Saint-Amour nach Saint-Amour Bif de Saint-Amour \| Bahnstrecke Dijon-Ville–Saint-Amour nach Saint-Amour Bif de Saint-Amour \| \| \| \| \| \| \| \| 74,3 \| Saône \| Saône \| \| \| 76,2 \| Chivres \| 181 m \| \| \| ~78,1 \| Département Côte-d’Or/Saône-et-Loire \| Département Côte-d’Or/Saône-et-Loire \| \| \| ~80,3 \| Écuelles \| 188 m \| \| \| 86,1 \| Dheune (34 m) \| Dheune (34 m) \| \| \| 87,3 \| D 970 (ehem. N 470) \| D 970 (ehem. N 470) \| \| \| 87,3 \| Bahnstrecke Chagny–Dole-Ville von Dole \| Bahnstrecke Chagny–Dole-Ville von Dole \| \| \| 88,8 \| Allerey (184 m) \| Allerey (184 m) \| \| \| ~89,2 \| Bahnstrecke Chagny–Dole-Ville nach Chagny \| Bahnstrecke Chagny–Dole-Ville nach Chagny \| \| \| 92,8 \| Gergy \| 189 m \| \| \| ~93,8 \| Sassenay \| 190 m \| \| \| ~100,9 \| Kohlenwasserstoffdepot \| Kohlenwasserstoffdepot \| \| \| \| Kohlenwasserstoffdepot \| \| \| \| \| Gleisanschlüsse Crissey \| \| \| \| 102,3 \| Canal du Centre (28 m) \| Canal du Centre (28 m) \| \| \| \| Glashersteller Saint-Gobain \| \| \| \| ~103,7 \| Avenue de Paris (ehem. N 6) \| Avenue de Paris (ehem. N 6) \| \| \| ~104,6 \| D 906 (ehem. Canal du Centre) \| D 906 (ehem. Canal du Centre) \| \| \| \| Bahnstrecke Paris–Marseille von Paris Gare de Lyon \| \| \| \| 106,7382,2 \| Chalon-sur-Saône \| 180 m \| \| \| 383,0 \| Bahnstrecke Cluny–Châlon-sur-Saône nach Cluny \| Bahnstrecke Cluny–Châlon-sur-Saône nach Cluny \| \| \| \| \| \| \| \| 383,1 \| Bahnstrecke Chalon-sur-Saône–Bourg-en-Bresse nach Bourg-en-Bresse \| Bahnstrecke Chalon-sur-Saône–Bourg-en-Bresse nach Bourg-en-Bresse \| \| \| \| \| \| \| \| \| \| \| \| \| \| Bahnstrecke Paris–Marseille nach Marseille-St-Ch. \| \| |                      |                                                                         |                                                                         |
| |                      | Bahnstrecke Dijon-Ville–Saint-Amour von Dijon-Ville                     |                                                                         |
| Bahnhof | 359,7                | Seurre                                                                  | 182 m                                                                   |
| Bahnübergang | ~360,7               | D 973 (ehem. N 73)                                                      | D 973 (ehem. N 73)                                                      |
| |                      |                                                                         |                                                                         |
| Abzweig ehemals geradeaus und nach links | 362,171,7            | Bahnstrecke Dijon-Ville–Saint-Amour nach Saint-Amour Bif de Saint-Amour | Bahnstrecke Dijon-Ville–Saint-Amour nach Saint-Amour Bif de Saint-Amour |
| |                      |                                                                         |                                                                         |
| Brücke über Wasserlauf (Strecke außer Betrieb) | 74,3                 | Saône                                                                   | Saône                                                                   |
| Bahnhof (Strecke außer Betrieb) | 76,2                 | Chivres                                                                 | 181 m                                                                   |
| Grenze (Strecke außer Betrieb) | ~78,1                | Département Côte-d’Or/Saône-et-Loire                                    | Département Côte-d’Or/Saône-et-Loire                                    |
| Bahnhof (Strecke außer Betrieb) | ~80,3                | Écuelles                                                                | 188 m                                                                   |
| Brücke über Wasserlauf (Strecke außer Betrieb) | 86,1                 | Dheune (34 m)                                                           | Dheune (34 m)                                                           |
| Bahnübergang (Strecke außer Betrieb) | 87,3                 | D 970 (ehem. N 470)                                                     | D 970 (ehem. N 470)                                                     |
| Abzweig ehemals geradeaus und von links | 87,3                 | Bahnstrecke Chagny–Dole-Ville von Dole                                  | Bahnstrecke Chagny–Dole-Ville von Dole                                  |
| ehemaliger Bahnhof | 88,8                 | Allerey (184 m)                                                         | Allerey (184 m)                                                         |
| Abzweig ehemals geradeaus und nach rechts | ~89,2                | Bahnstrecke Chagny–Dole-Ville nach Chagny                               | Bahnstrecke Chagny–Dole-Ville nach Chagny                               |
| Dienststation / Betriebs- oder Güterbahnhof (Strecke außer Betrieb) | 92,8                 | Gergy                                                                   | 189 m                                                                   |
| Haltepunkt / Haltestelle (Strecke außer Betrieb) | ~93,8                | Sassenay                                                                | 190 m                                                                   |
| Abzweig geradeaus und nach rechts | ~100,9               | Kohlenwasserstoffdepot                                                  | Kohlenwasserstoffdepot                                                  |
| Abzweig geradeaus und nach links |                      | Kohlenwasserstoffdepot                                                  | Kohlenwasserstoffdepot                                                  |
| Abzweig geradeaus und von rechts |                      | Gleisanschlüsse Crissey                                                 | Gleisanschlüsse Crissey                                                 |
| Brücke über Wasserlauf | 102,3                | Canal du Centre (28 m)                                                  | Canal du Centre (28 m)                                                  |
| Abzweig geradeaus und von rechts |                      | Glashersteller Saint-Gobain                                             | Glashersteller Saint-Gobain                                             |
| Bahnübergang | ~103,7               | Avenue de Paris (ehem. N 6)                                             | Avenue de Paris (ehem. N 6)                                             |
| Strecke mit Straßenbrücke | ~104,6               | D 906 (ehem. Canal du Centre)                                           | D 906 (ehem. Canal du Centre)                                           |
| Abzweig geradeaus und von rechts |                      | Bahnstrecke Paris–Marseille von Paris Gare de Lyon                      | Bahnstrecke Paris–Marseille von Paris Gare de Lyon                      |
| Bahnhof | 106,7382,2           | Chalon-sur-Saône                                                        | 180 m                                                                   |
| Abzweig geradeaus und ehemals nach rechts | 383,0                | Bahnstrecke Cluny–Châlon-sur-Saône nach Cluny                           | Bahnstrecke Cluny–Châlon-sur-Saône nach Cluny                           |
| |                      |                                                                         |                                                                         |
| Abzweig geradeaus und nach links | 383,1                | Bahnstrecke Chalon-sur-Saône–Bourg-en-Bresse nach Bourg-en-Bresse       | Bahnstrecke Chalon-sur-Saône–Bourg-en-Bresse nach Bourg-en-Bresse       |
| |                      |                                                                         |                                                                         |
| |                      |                                                                         |                                                                         |
| |                      | Bahnstrecke Paris–Marseille nach Marseille-St-Ch.                       |                                                                         |

Die Bahnstrecke Seurre–Chalon-sur-Saône war bis 1954 eine 37,5 km lange, eingleisige Bahnstrecke in Frankreich. Sie wurde zwischen 1871 und 1887 in Betrieb genommen und in zwei Etappen in den Jahren 1979 und 2011 großteils geschlossen. Heute ist nur noch der südlichste Abschnitt bis zur Ortslage Crissey (BK 100,9) – knapp 6 km vor Chalon-sur-Saône – für den Verkehr freigegeben. Die Errichtung der Strecke 1887 diente es, der Herstellung einer Verbindung zwischen Gray und Chalon-sur-Saône zu schaffen. Sie verläuft in nordöstlich-südwestliche Richtung mehr oder weniger immer entlang der Saône. Gleich zu Beginn wechselt die Strecke von der rechten auf die linke Uferseite und quert kurz vor ihrem Ende den Canal du Centre, der die Loire mit der Saône verbindet, kurz nachdem er die Saône verlassen hat. Die Kilometrierung beginnt in Gray und führt über Saint-Jean-de-Losne sowie Villers-les-Pots.

## Geschichte
Zeitlebens war diese Strecke zweigeteilt, auch wenn Züge sie durchgehend befuhren. Dies lässt sich an den recht unterschiedlichen Eröffnungs- und Schließungsdaten festmachen. Mittelpunkt war „auf halber Strecke“ in Allerey-sur-Saône, an der sie die Bahnstrecke Chagny–Dole-Ville kreuzt.

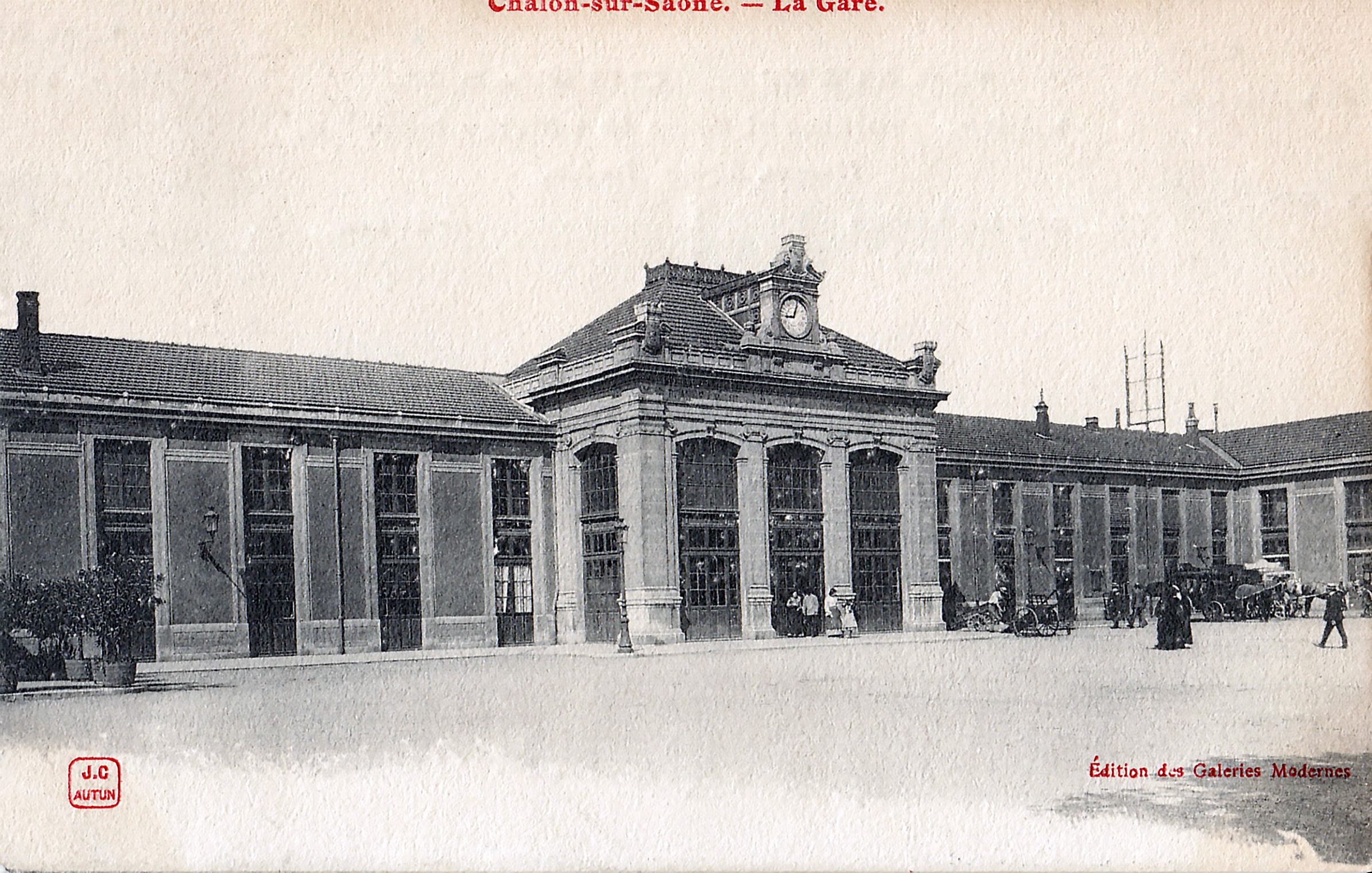
Bahnhof Chalon-sur-Saône, Bahnhofvorplatz, 1904.

Konzessionär des nördlichen Abschnitts war die Chemin de fer de Paris à Lyon (PL), die im Eisenbahngeschäft Frankreichs nicht Fuß fassen konnte und kaum zehn Jahre bestand. Sie ging am 11. April 1857 nach finanziellem Zusammenbruch in die Chemins de fer de Paris à Lyon et à la Méditerranée (PLM) auf. Am 20. April 1854 wurde der Konzessionsvertrag mit dem Ministerium für öffentliche Arbeiten unterzeichnet, doch es dauerte bis zum 2. Oktober 1871, bis diese 17 km lange Strecke eröffnet werden konnte. Zum gleichen Zeitpunkt öffnete auch die erste Hälfte der Bahnstrecke Chagny–Dole-Ville.
Der Antrag für den südlichen Teil der Strecke wurde am 26. Mai 1883 konzessioniert, der Bau bereits am 20. November des gleichen Jahres genehmigt. Das Kriegsministerium sah diese Verbindung als „strategisch“ und setzte durch, dass sie zweigleisig errichtet wurde. Durch diese Verbindung bestand eine zweite durchgehende Gleisinfrastruktur der PLM zwischen Paris und dem Mittelmeer. Und tatsächlich kam sie im Ersten Weltkrieg zum Einsatz, weil US-amerikanische Truppen, die in Marseille gelandet waren, hierüber an die Front gebracht werden konnten. Zwischen 1918 und 1919 arbeitete in Allerey-sur-Saône ein amerikanisches Militärkrankenhaus.
Eröffnung des südlichen, 18 km langen Teils war am 12. Juli 1887, ebenfalls zeitgleich mit der in Allerey kreuzenden Strecke, die sich nach Westen fortsetzte und inzwischen ebenfalls als Strategische eingestuft worden war. Die Streckenkarte, Region Südost, der SNCF von 1958 zeigt die Streckennummern einer nördlichen und einer südlichen Strecke, also nur so, dass sie in Allerey zusammenlaufen, aber sich nicht kreuzen.
Wie die Eröffnung, so erfolgte die Schließung der Strecke ebenfalls in zwei Schritten getrennt durch den Kreuzungsbahnhof Allerey. Bereits 1938 wurde der Abschnitt zwischen Seurre und Allerey für den Personenverkehr geschlossen. 1951 folgte der Güterverkehr. Die Entwidmung fand zum 26. Juli 1969 statt, die Gleise wurden unmittelbar danach entfernt. Heute verläuft auf weiten Teilen eine Autostraße. Im Bereich des Départements Côte-d’Or als D 12 B, daran anschließend im Département Saône-et-Loire als D 5.
Zwischen Chalon-sur-Saône und Allerey wurde 1954 für den Personenverkehr geschlossen, der Güterverkehr blieb aber betriebsbereit. Erst 2017 beschloss das seit 2015 für die Infrastruktur zuständige Unternehmen SNCF Réseau, auch den Abschnitt zwischen Crissey und Allerey vollständig zu schließen. Eine Entwidmung hat bisher nicht stattgefunden.